# Наемателят (филм, 1976)
Наемателят е филм от 1976 година на режисьора Роман Полански. Това е третият филм от „Трилогията на апартамента“, която включва филми със сходна тематика - Отвращение (1965) и Бебето на Розмари (1968). Филмът взима участие в кинофестивала в Кан през 1976 година. Сюжетът е вдъновен от книгата Le locataire chimérique на Ролан Топор.
Въпреки че е главен актьор в собствения си филм, името на Полански не присъства в официалния актьорски състав на филма.

## Сюжет
Внимание:  Текстът по-долу разкрива сюжета на произведението (или части от него)!
Трелковски (Роман Полански) е млад мъж, който решава да наеме квартира носеща печална слава поради самоубийството на предишния и наемател - млада жена скочила през прозореца. Трелковски посещава младата жена в болницата малко преди да умре и там се запознава с нейната близка приятелка Стела (Изабел Аджани). Животът в новата квартира не понася добре на Трелковски, поради постоянното оплакване на съседите му за това, че вдига шум. Той бива въвлечен в споровете на съседите си и освен това бива ограбен от неизвестни крадци.
Докато започва да навлиза в интимни отношения със Стела, Трелковски започва да развива параноя, мислейки че съседите му имат план да го накарат да полудее и да се самоубие като предишната наемателка. Впоследствие младият мъж изпада в умопомрачение и скача през прозореца на апартамента, но не успявайки да се самоубие се изкачва още веднъж и скача отново пред погледа на шокираните си съседи.
Филмът обаче не разкрива напълно дали Трелковски страда от психично заболяване или съседите му наистина са кроели коварен план срещу него.